# Gold (Victoria Justice)
Gold è un brano musicale della cantante statunitense Victoria Justice.

## Descrizione
Il brano è stato scritto da Tove Nilsson, Peter Thomas, Jason Weiss, Sam Shrieve, Ben Camp, Jakob Jerlström e Ludvig Söderberg ed è stato pubblicato il 18 giugno 2013 dalla Columbia Records.Con Gold viene pubblicato anche un secondo singolo Shake

## Video musicale
Il videoclip è stato pubblicato il 12 luglio 2013 sul canale YouTube della cantante. Realizzato in un'atmosfera soft e dance, vede la partecipazione dell'attore Colton Haynes. Nella clip sia lui che la cantante flirtano allegramente, interpretando due fidanzati. Il video ha superato le 35 milioni di visualizzazioni.

## Tracce
1. Gold – 3:13 (Tove Nilsson, Peter Thomas, Jason Weiss, Sam Shrieve, Ben Camp, Jakob Jerlström, Ludvig Söderberg)
2. Shake – 3:34 (Adam Messinger, Hayley Gene Penner, Nasri Atweh, Nolan Lambroza, Victoria Justice)